# Joaquín Gimeno Lahoz

Bischofswappen von Joaquín Gimeno Lahoz

Joaquín Gimeno Lahoz (* 6. Oktober 1948 in La Mata de los Olmos, Provinz Teruel) ist ein spanischer Geistlicher und emeritierter römisch-katholischer Bischof von Comodoro Rivadavia.

## Leben
Joaquín Gimeno Lahoz empfing am 29. Juni 1973 durch den Weihbischof in Madrid, Victorio Oliver Domingo, das Sakrament der Priesterweihe.
Am 15. Juli 2010 ernannte ihn Papst Benedikt XVI. zum Bischof von Comodoro Rivadavia. Der emeritierte Bischof von Orihuela-Alicante, Victorio Oliver Domingo, spendete ihm am 15. Oktober desselben Jahres die Bischofsweihe; Mitkonsekratoren waren der Bischof von Ciudad Real, Antonio Ángel Algora Hernando, und der Koadjutorbischof von Neuquén, Virginio Domingo Bressanelli SCJ.
Papst Franziskus nahm am 19. Oktober 2023 seinen altersbedingten Rücktritt an.